# Cicciobello
Cicciobello è un bambolotto prodotto originalmente dalla Sebino, passato successivamente a Giochi Preziosi.

## Caratteristiche
Cicciobello riproduce un neonato di pochi mesi a grandezza naturale, permettendo così ai bambini di imparare attraverso il gioco a prendere confidenza con il ruolo di genitore. Il bambolotto è caratterizzato dai meccanismi interni che simulano il comportamento di un bambino di quell'età, dei quali quello per cui Cicciobello è più celebre è il pianto.
Cicciobello è un bambolotto che ha i capelli biondi, gli occhi celesti e due guancette rosse. Indossa una tutina azzurra. Ha sempre un ciuccio in bocca, se gli viene tolto piange. 
Esistono tanti tipi di Cicciobello.

## Storia
Creato nel 1962 da Gervasio Chiari (fondatore della fabbrica di bambole Sebino), anche se alcuni sostengono che fu un'idea portata avanti dal proprietario della fabbrica, Lucio Micheletti, venne lanciato sul mercato il 5 maggio dello stesso anno, data solitamente usata per celebrare i suoi anniversari: prima del suo debutto, venne annunciato dal produttore diretto tramite una lettera consegnata alle neomamme. Cicciobello si afferma ben presto come simbolo di intere generazioni di bambini, tanto da venire successivamente proposto in numerose varianti.
Fu disegnato da Silvestro Bellini  (1929 - 2016) di Adrara San Martino (BG) che si ispirò al volto di un neonato bergamasco. Il successo del primo bambolotto a grandezza naturale fu tale che l'azienda arrivò ad avere fino a 550 dipendenti nel suo momento di massimo splendore. La produzione alla Sebino terminò nel 1984, anno in cui marchio e stampi passarono alla Migliorati Giocattoli di Pavone Mella e successivamente alla Giochi Preziosi di Cogliate, in Brianza. La bambola è stata in seguito portata anche in Francia, Belgio e Gran Bretagna dal 1970, in Russia dal 1972 ed in America dal 2010.
Il bambolotto gode tuttora di fama e diffusione, rimanendo in produzione in diversi modelli per diversi paesi per più di 60 anni.

## Modelli di Cicciobello
- Cicciobello con l'ombrello
- Cicciobello classic
- cicciobello blue navy
- Cicciobello Angelo Negro, modernamente reso come Angelo Nero[5][1].
- Cicciobello Cinesino, o Cicciobello Fiu-Lin (il soprannome gli è stato dato da Mike Bongiorno)[3]
- Cicciobello amici nel mondo
- Cicciobello indiano
- Cicciobello buonanotte
- Cicciobello coniglietto
- Cicciobello cuore a cuore
- Cicciobello Drin Drin
- Cicciobello Fiocco di Neve
- Cicciobello giullare
- Cicciobello nel girello
- Cicciobello gita all'acquario
- Cicciobello guardaroba
- Cicciobello Happy Pony
- Cicciobello pappa sì pappa no
- Cicciobello pelle di pesca
- Cicciobello prime coccole
- Cicciobello primi passi
- Cicciobello primo amore
- Cicciobello rock
- Cicciobello sciatore
- Cicciobello tesorino
- Cicciobello Winnie the Pooh
- Cicciobello piange
- Cicciobello pappa e mi scappa
- Cicciobello cammina sulla neve
- Cicciobello Bua
- Cicciobello Sunny
- Cicciobello Scuola
- Cicciobello Mille baci
- Cicciobello Morbillino
- Cicciobello Napoletano
- Cicciobello Bebè
- Cicciobello Amicicci
- Ciccinobello (versione mini della bambola, alta circa 30 cm).
- Ciccinobello con la tracolla
- Cicciobello Trotta Trotta